# Buonaccorso da Montemagno der Ältere
Buonaccorso da Montemagno der Ältere (* vermutlich zwischen 1313 und 1316 in Pistoia; † spätestens 1390) war ein toskanischer Politiker und Dichter.
Buonaccorso da Montemagno entstammte einer Familie, die eine bedeutende Rolle im politischen Leben Pistoias einnahm. Zwischen 1350 und 1380 übte er diverse städtische Amtsfunktionen aus. Ebenso zahlreich dokumentiert sind seine administrativen Aufgaben im Umland Pistoias. Es bestehen indirekte Hinweise darauf, dass Buonaccorso da Montemagno auch als Jurist fungierte, allerdings sind keine konkreten Belege bekannt.
Buonaccorso da Montemagnogilt als Verfasser von acht Sonetten und einem Madrigal, die in der Vergangenheit immer wieder mit Werken seines Enkels, Buonaccorso da Montemagno des Jüngeren, verwechselt wurden und auch ansonsten Gegenstand von Zuschreibungsdiskussionen sind. Die in italienischer Sprache gehaltenen Arbeiten entstanden wahrscheinlich bereits in der ersten Hälfte des 14. Jahrhunderts.